# 节能驾驶
节能驾驶是指可以降低汽油燃料消耗并最大限度提高燃油效率的汽車驾驶技術。 讓汽車轮胎适時充气、保养好车辆、避免空转、避免車速過快以及避免頻繁加速或減速等都可以显著提高燃油效率。 